# Nieder-Wiesen
Nieder-Wiesen ist eine Ortsgemeinde im Landkreis Alzey-Worms in Rheinland-Pfalz. Sie gehört der Verbandsgemeinde Alzey-Land an.

## Geographie
In Nieder-Wiesen geht das rheinhessische Hügelland in die Ausläufer des Nordpfälzer Berglandes über. So verläuft auch 500 m südlich des Dorfes dem Wiesbach entlang die alte Grenzlinie zwischen dem Großherzogtum Hessen („GH“) und dem pfälzischen Gebiet des Königreiches Bayern („KB“). Am Grenzverlauf finden sich heute noch die alten Grenzsteine mit den genannten Initialen. Auch die Kreisgrenze zwischen dem Landkreis Alzey-Worms und dem Donnersbergkreis sowie der Übergang der Evangelischen Kirche in Hessen und Nassau zur Protestantischen Kirche der Pfalz folgen noch heute dieser historischen Grenzlinie.

## Geschichte
Am Ende des Alten Reichs gehörte Nieder-Wiesen den Freiherren zu Hunolstein.
Nach der Einnahme des linken Rheinufers durch französische Revolutionstruppen wurde die Region 1793 von Frankreich annektiert.
Verzögert durch die Koalitionskriege wurde die Annexion erst nach 1797 konsolidiert und Nieder-Wiesen gehörte von 1798 bis 1814 zum Kanton Alzey im Departement Donnersberg. Gerichtlich war im Bereich des Kantons für die Zivilgerichtsbarkeit das Friedensgericht Alzey zuständig, für die Angelegenheiten der freiwilligen Gerichtsbarkeit im übrigen Notariate.
Aufgrund 1815 auf dem Wiener Kongress getroffener Vereinbarungen und eines 1816 zwischen dem Großherzogtum Hessen, Österreich und Preußen geschlossenen Staatsvertrags kam Rheinhessen, und damit auch die Gemeinde Nieder-Wiesen, zum Großherzogtum Hessen, das das neu erworbene Gebiet als Provinz Rheinhessen organisierte. Nach der Auflösung der Kantone in der Provinz kam der Ort 1835 zum neu errichteten Kreis Alzey, zu dem er bis 1969 gehörte.
Das Friedensgericht Alzey wurde 1879 aufgelöst und durch das Amtsgericht Alzey ersetzt.
Nach dem Zweiten Weltkrieg gehörte die Gemeinde zur französischen Besatzungszone und wurde 1946 Teil des neu gebildeten Landes Rheinland-Pfalz.

## Religion
Nieder-Wiesen ist ein weitgehend protestantisch geprägtes Dorf. Es gibt eine evangelische Kirche, eine katholische Kirche ist erst in den Nachbardörfern zu finden. Bis zur Verfolgung und Vernichtung durch die Nationalsozialisten lebte in Nieder-Wiesen eine bemerkenswert große jüdische Gemeinde, die etwa ein Drittel der Bevölkerung ausmachte. Die damals bestehende Synagoge wurde im Zusammenhang mit der Reichspogromnacht 1938 gebrandschatzt und zerstört. Davon zeugt heute eine Gedenktafel an der evangelischen Kirche. An die jüdische Gemeinde erinnert noch ein ca. 400 m südlich des Ortsgebietes liegender  jüdischer Friedhof.

## Politik

### Gemeinderat
Der Gemeinderat in Nieder-Wiesen besteht aus zwölf Ratsmitgliedern, die bei der Kommunalwahl am 9. Juni 2024 in einer personalisierten Verhältniswahl gewählt wurden, und dem ehrenamtlichen Ortsbürgermeister als Vorsitzendem.
Die Sitzverteilung im Gemeinderat:
| Wahl | SPD | CDU | FWG | Gesamt   |
| ---- | --- | --- | --- | -------- |
| 2024 | 5   | –   | 7   | 12 Sitze |
| 2019 | 5   | –   | 7   | 12 Sitze |
| 2014 | 4   | 4   | 4   | 12 Sitze |
| 2009 | 4   | 3   | 5   | 12 Sitze |
| 2004 | 5   | 3   | 4   | 12 Sitze |

- FWG = Freie Wählergruppe Nieder-Wiesen e. V.

### Ortsbürgermeister
- Wilhelm Grauer (1948–1956)
- Philipp Heck – SPD (1956–1974)
- Klaus-Wolfgang Haarmann – SPD (1974–1975)
- Walter Fröhlich – SPD (1975–1991)
- Hans Wilhelm Kern – SPD (1991–1999)
- Friedrich Brunk – SPD (1999–2004)
- Hans Wilhelm Kern – FWG (2004–2014)
- Gernot Heck – CDU (2014–2016)
- Holger Waldschmidt – FWG (seit 2016)[8]

Bei der Direktwahl am 26. Mai 2019 wurde Holger Waldschmidt mit einem Stimmenanteil von 87,57 % und am 9. Juni 2024 als einziger Bewerber mit 77,6 % für jeweils fünf weitere Jahre in seinem Amt bestätigt.

### Wappen
| Wappen von Nieder-Wiesen | Blasonierung: „In Silber zwischen zwei roten Leisten die schwarzen Initialen N und W, beseitet von zwei roten Steinen; über der oberen Leiste vier rote Steine, unterhalb der unteren Leiste zwei rote Steine.“ |
| Wappen von Nieder-Wiesen | Wappenbegründung: Für das heutige Ortswappen wurde das Wappen der Freiherrn von Hunolstein, die das Schloss in Nieder-Wiesen erbauten, um die Abkürzung des Ortsnamens erweitert.                               |

## Öffentliche Einrichtungen

### Freizeit- und Sportanlagen
Die Sportanlage (Fußball-Rasenplatz mit TuS-Sportheim) liegt etwas außerhalb des Ortes Richtung „Schniftenberger Hof“.
Ein großer Jugendzeltplatz befindet sich im Wiesbachtal neben dem Sportgelände mit Übernachtungsmöglichkeit in einer Blockhütte und Gemeinschaftshaus, im Sommerhalbjahr sind zusätzlich die Zelte aufgebaut. Der Platz eignet sich hervorragend für Zelt- und Kinder/Jugendfreizeiten in Natur- und Waldnähe. Es besteht dabei die Möglichkeit, am waldpädagogischen Programm des Forstamtes Alzey teilzunehmen. Betreiber des Jugendzeltplatzes ist der Landkreis Alzey-Worms, Alzey. Ein Grillplatz des Zweckverbandes Erholungsgebiet Rheinhessische Schweiz mit großer Grillhütte nebst Zubehör liegt gegenüber den Sportanlagen am Waldrand.
Ein Wanderparkplatz liegt vor dem Jugendzeltplatz mit Info- und Schautafeln über die ausgewiesenen markierten Wanderwege und Nordic-Walking-Strecken durch das Forstrevier Vorholz. Es existiert ein permanenter IVV-Wanderweg (Vorholz-Rundwanderweg), der 10 km durch die Rheinhessische Schweiz führt. Start und Ziel befinden sich am Sportheim des TuS Nieder-Wiesen am Sportplatz.
Es gibt mehrere Ferienwohnungen zum Übernachten und Urlauben, teilweise im Besitz der Eigentümer des Wasserschlosses. Weitere Möglichkeiten bestehen unter anderem im „Dembacher Hof“, der direkt gegenüber dem Wasserschloss gelegen ist.

### Bürgerhaus/Gemeindehalle
Als Gemeindehalle dient die umgebaute Scheune einer ehemaligen Hofreite, deren ursprünglicher Charakter bewahrt wurde. Sie wird für Veranstaltungen und Feiern genutzt.
Das Bürgerhaus mit Küche und großem Saal ist Teil der ehemaligen Schule und wird ebenfalls für Feste genutzt.

### Kindergarten
Der kommunale Kindergarten ist eingruppig und bietet Platz für 25 Kinder. Die Einrichtung ist vom Land Rheinland-Pfalz als Bewegungskindergarten zertifiziert.

## Verkehr
Die nächsten Bahnhöfe sind Alzey (11 km östlich von Nieder-Wiesen mit halbstündigen Regionalexpressverbindungen nach Mainz und stündlichen Regionalbahnverbindungen nach Worms, Bingen und Kirchheimbolanden) und Alsenz (17 km westlich mit Taktverbindungen nach Bad Kreuznach und Kaiserslautern.) Eine Busverbindung von und zur Kreisstadt Alzey bzw. über Wendelsheim nach Bad Kreuznach gibt es im Zwei-Stunden-Takt mit der Linie 425 des Omnibusverkehrs Rhein-Nahe.

## Kultur und Sehenswürdigkeiten

### Bauwerke
Evangelische Kirche: Barocker Saalbau, im Jahre 1723 als damalige Residenzkirche der Freiherren von Hunolstein an Stelle eines Vorgängerbaus von 1462 errichtet. Reste des Adelsstuhls sind im Inneren noch erkennbar. Das Gotteshaus ist ausgestattet mit der ältesten und kleinsten Stumm-Orgel in Rheinhessen (um 1725) mit stilvoller Disposition (acht Register). An der Seitenwand die Grablege eines Ehepaares von Hunolstein, ihr gegenüber an der Westwand eine Kartusche mit Relief einer Auferstehung Christi (um 1600, vermutlich noch aus dem Vorgängerbau), unweit davon der Grabstein von Pfarrer Johann Wilhelm Fresenius († 1727), dessen Sohn Johann Philipp nicht nur bis 1734 als Pfarrer in Nieder-Wiesen amtierte, sondern später als Seniorpfarrer in Frankfurt die Eltern von Johann Wolfgang Goethe traute und den Dichter kurz nach seiner Geburt taufte. Außerdem begründeten die Nachfahren der Pfarrersfamilie Fresenius das heute weltweit tätige Pharmazieunternehmen Fresenius sowie das chemische Analyseinstitut SGS Institut Fresenius. Bis zum Jahre 2013 lebten Nachfahren der Fresenius auch in Nieder-Wiesen. Aus dieser Familie stammt der in Nieder-Wiesen aufgewachsene Ministerpräsident des Freistaates Thüringen, Bodo Ramelow (* 1956).

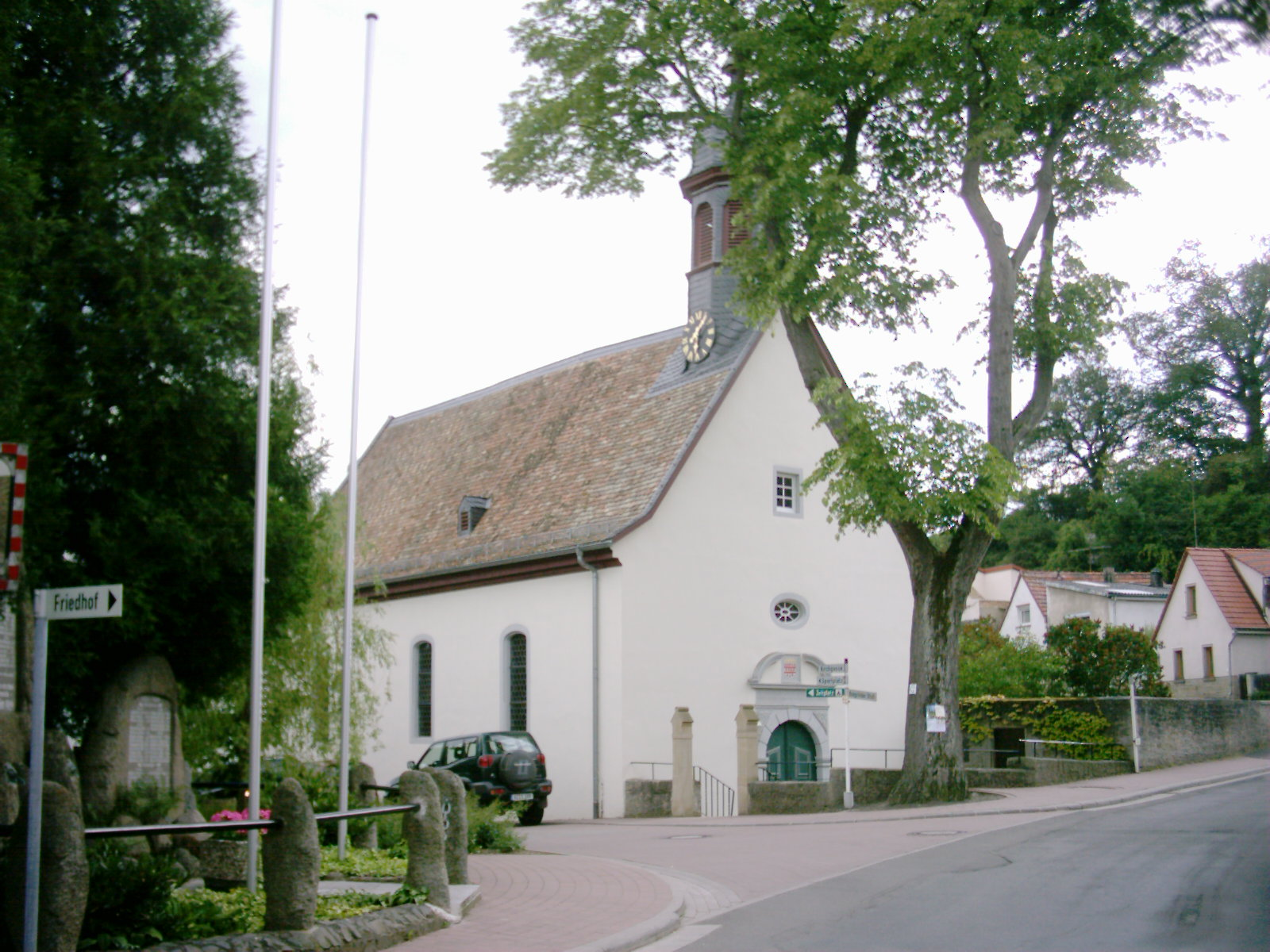
Ev. Kirche Nieder-Wiesen, erbaut 1723

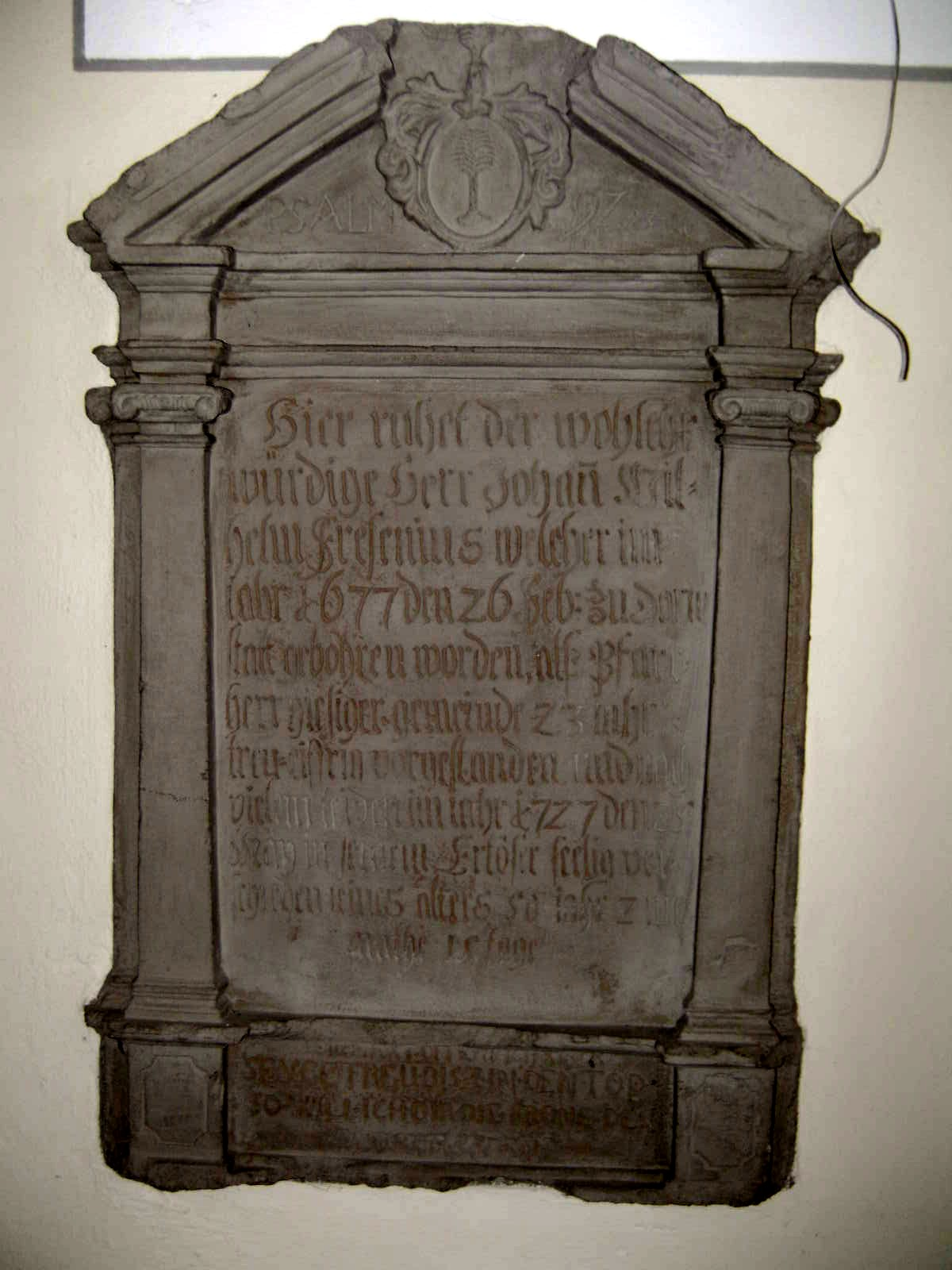
Grabstein des Pfarrers Johann Wilhelm Fresenius +1727

Barocke Bauernmalereien zieren die Kanzel mit den vier Evangelisten und die Gesamtbreite der Emporenbrüstung ist mit Darstellungen der zwölf Apostel mit Jesus in der Mitte versehen. Aus früherer lutherischer Zeit stammt noch die Abendmahlsschranke, die den Altarbereich umsäumt. Seit 1822 ist die Gemeinde evangelisch-uniert. Unter dem Altar befand sich früher die Familiengruft der Hunolsteiner, die allerdings bei einer Restaurierung der Kirche 1838 zugeschüttet wurde.
Der Taufstein stammt aus dem Jahr 1971, war ursprünglich in der Immanuel-Kirche in Königstein/Ts. aufgestellt und kam über einen Umweg in Ringleben (Kyffhäuser) im Jahre 1996 nach Nieder-Wiesen. Künstlerisch wertvoll sind die Altarantependien, u. a. eine Ausführung in Applikationstechnik nach einem Entwurf des Darmstädter Künstlers Prof. Thomas Duttenhoefer von 1989 „Einzug Jesu in Jerusalem“. Die Stadt Jerusalem erschließt sich allerdings bei näherem Hinsehen als der Ort Nieder-Wiesen mit der brennenden ehemaligen Synagoge.
Der Dachboden der Kirche wird genutzt für ein Fledermaus- bzw. Schleiereulenprojekt als Maßnahme zur Bewahrung der Schöpfung.
Im Jahre 2000 wurde das Kirchengebäude einer umfassenden Außenrenovierung unterzogen, im Jahre 2008 erfolgte eine Innenrenovierung.
Das Eingangsportal ist versehen mit dem Wappenspruch der Pfarrersfamilie Fresenius aus Psalm 92: „Die gepflanzt sind im Hause des Herrn, werden in den Vorhöfen unseres Gottes grünen“, darüber das ehemalige Hunolsteiner Wappen mit der Adelskrone.
Das Wappen – nun allerdings ohne Adelskrone – mit dem Gemerk „NW“ als Ortswappen von Nieder-Wiesen wurde im Jahre 2000 in das Straßenpflaster auf dem Kirchenvorplatz eingefasst. Gegenüber der Kirche am Rande des Wiesbaches steht eine im Jahre 1999 von der Weinbruderschaft Rheinhessen erstmals gepflanzte „Resista-Ulme“ als Maßnahme gegen das Ulmensterben und zum Erhalt der kulturellen Bedeutung dieser Baumart in Rheinhessen.
Einige Meter weiter finden wir das sehr stilvoll gestaltete Ehrenmal zum Andenken der Opfer des Ersten und Zweiten Weltkrieges.
Seit dem Jahre 2022 ist die Kirche über den Kirchgarten barrierefrei zugänglich.
Schloss Nieder-Wiesen: Im Dorf gibt es ein ehemaliges Wasserschloss; heute fließt allerdings kein Wasser mehr im Schlossgraben. Erbaut wurde das Wasserschloss 1722 von den Freiherren von Hunolstein, die der Region durch den Abbau von Quecksilber zu Ansehen und Wohlstand verhalfen. Heute ist das kleine Schloss mit barock gestalteter Gartenanlage in Privatbesitz. An der Stuckdecke im ehemaligen Empfangssaal finden sich noch allegorische Darstellungen der vier Jahreszeiten. Der ehemalige Marstall dient heute mit seinem Kreuzgewölbe als Festsaal.

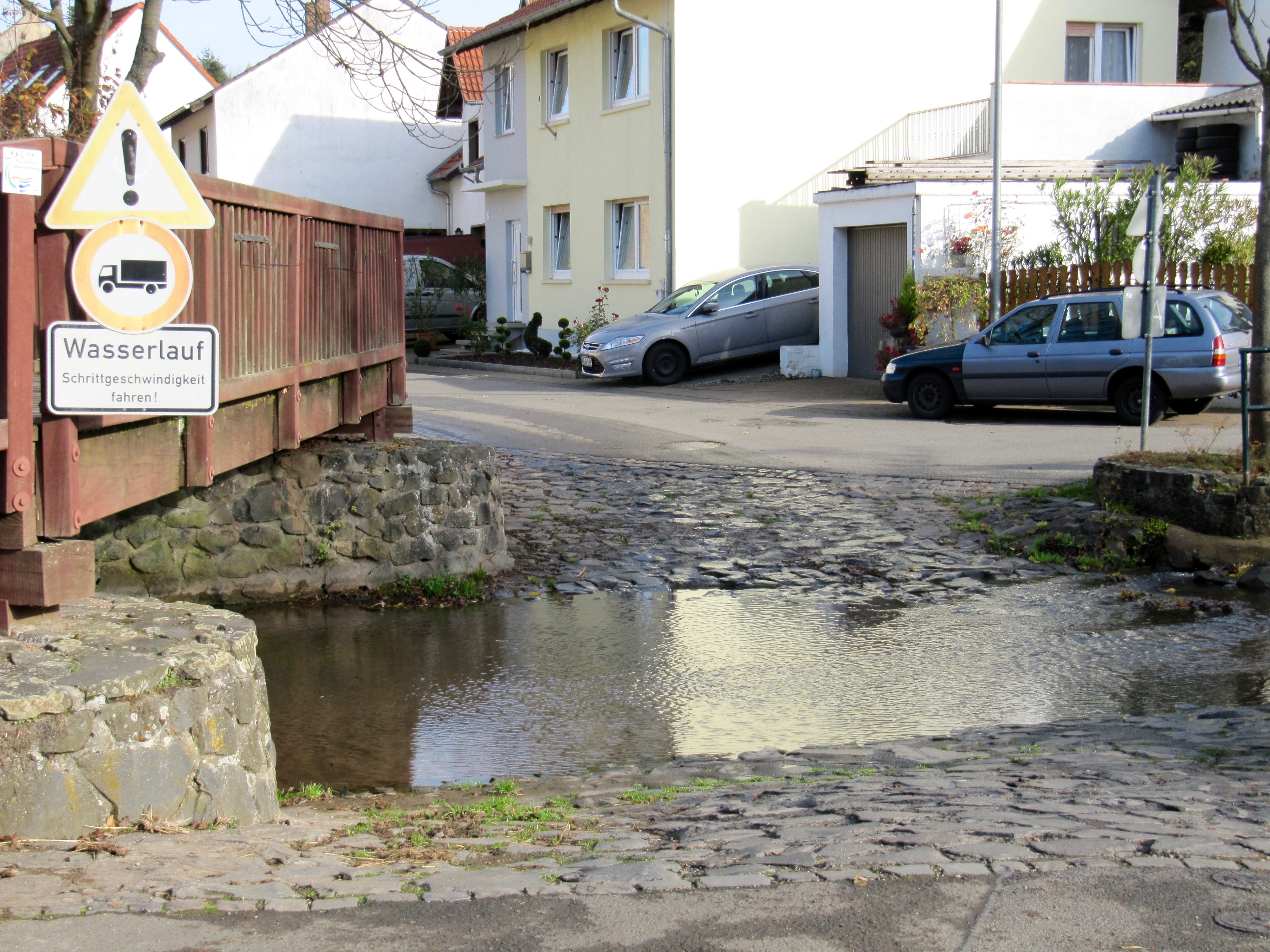
Furt in Nieder-Wiesen

Furt Nieder-Wiesen: Für die heutige Zeit recht ungewöhnlich und in Deutschland sehr selten ist eine Furt im Ortsgebiet durch den Wiesbach. Man kann den in dieser Stelle etwa 4 m breiten Bach auch mit Fahrzeugen durchfahren. Allerdings empfiehlt es sich, vorher den Wasserstand zu prüfen. Der Platz vor der Furt wurde gestaltet als Ruheort auf dem Nieder-Wiesen durchziehenden Napoleon-Kneipp-Wanderweg mit einem Kneipp-Armbadebecken und Informationstafel.
Neumühle mit Wasserrad: Etwa einen Kilometer vor dem Ort in Richtung Wendelsheim befindet sich die Neumühle, ein ehemaliges Hunolsteiner Gehöft. Sehenswert ist das funktionstüchtige oberschlächtige Wasserrad, das heute zur regenerativen Stromgewinnung vom Wasser des Wiesbaches angetrieben wird.
Siehe auch: Liste der Kulturdenkmäler in Nieder-Wiesen

### Landschaft
Streuobstwiese „An der Gipp“: Am Ortsausgang Richtung Wendelsheim im Jahre 1991 angelegte, ca. ein Hektar große Streuobstwiese mit Anpflanzung alter heimischer Obstbaumsorten, wie sie früher das Dorf Nieder-Wiesen in großer Anzahl umsäumten. Ökologische Bewirtschaftung durch die Ev. Kirchengemeinde (Jährlich wiederkehrendes „Apfelsaftprojekt“). Hinweistafel mit Erläuterung der Obstbäume am unteren Rand. Am oberen Ende befindet sich ein 2008 errichtetes „Insektenhotel“.

## Persönlichkeiten

### Söhne und Töchter der Gemeinde
- Johann Philipp Fresenius (1705–1761), evangelisch-lutherischer Theologe (u. a. Seniorpfarrer in Frankfurt/M.)
- Gernot Heck (1940–2021), Politiker (CDU)

### Personen in Verbindung mit der Gemeinde
- Bodo Ramelow (* 1956), Politiker (Die Linke), Ministerpräsident des Freistaates Thüringen (seit 2014), wuchs in Osterholz-Scharmbeck und Nieder-Wiesen auf und ist ein direkter Nachfahre des Johann Wilhelm Fresenius (erster Pfarrer in Nieder-Wiesen von 1704–1727).